# Auguste Barthélemy Langlois
Pour les articles homonymes, voir Langlois.
Le père Auguste Barthélemy Langlois est un botaniste français, né le 24 avril 1832 à Chavanay (Loire) et mort le 31 juillet 1900 à Saint-Martinville en Louisiane.

## Biographie
Il étudie au séminaire de Montbrison où, en plus de la théologie, il découvre la botanique. En 1855, il part aux États-Unis et passe deux ans à poursuivre sa formation à Cincinnati. Sa première paroisse est à la Pointe à la Hache, située à environ 70 km de La Nouvelle-Orléans, où il demeurera trente ans. En 1887, il s’installe Saint-Martinville.
Il herborise intensivement dans les régions environnantes ainsi que dans le Mississippi et en Alabama. Langlois fait parvenir ses échantillons de lichen à divers spécialistes comme Auguste Marie Hue de Paris, Johannes Müller Argoviensis d’Aargau, John Wiegand Eckfeldt à Philadelphie. Les plantes à fleurs sont envoyées à John Donnell Smith de Baltimore, les herbacées à George S. Vasey de Washington, les hépatiques à Franz Stephani de Leipzig et les mousses à Jules Cardot et à Ferdinand Renauld.
Le père Langlois décrit dans son Catalogue provisoire de plantes phanérogames et cryptogames de la Basse-Louisiane 1 194 plantes à fleurs, environ 650 champignons, 96 mousses, 29 héptaiques mais pas de lichens. Son herbier, riche de 20 000 spécimens est conservé à l’Université catholique d'Amérique qui porte aujourd’hui son nom. Les doubles de cet herbier, mais des spécimens de Langlois se trouvent dans de nombreux autres herbiers des États-Unis et d’Europe.

## Liste partielle des publications
- 1887 : Catalogue provisoire de plantes phanérogames et cryptogames de la Basse-Louisiane, États-Unis d'Amérique (Saint-Étienne).
- 1887 (date non sure) : « List of Plants, Native and Introduced, of Plaquemines County, Louisiana ».
- 1900 : « The greater agarics, with special reference to their poisonous and non-poisonnous qualities », Proceedings of the Louisiana Society of Naturalists, 1897-1899 : 47-60.